# Sh2-267
Sh2-267 è una nebulosa a emissione visibile nella costellazione di Orione.
Si trova nella parte nordorientale della costellazione, al confine coi Gemelli e l'Unicorno; è individuabile circa 50' ad ovest della stella ξ Orionis, che essendo di quarta magnitudine è ben visibile ad occhio nudo. La sua declinazione non è particolarmente settentrionale e ciò fa sì che essa possa essere osservata senza difficoltà da entrambi gli emisferi celesti, sebbene gli osservatori dell'emisfero boreale siano leggermente più avvantaggiati; il periodo in cui raggiunge la più alta elevazione sull'orizzonte è compreso fra i mesi di novembre e marzo.
Inizialmente la questa nube fu scambiata per una nebulosa planetaria, a causa della sua forma circolare; in realtà si tratta di una regione H II piuttosto remota, situata sul Braccio di Perseo, uno dei bracci di spirale maggiori della Via Lattea. La stella responsabile della ionizzazione dei gas è una stella blu di sequenza principale di classe spettrale O9V. La distanza, inizialmente stimata sui 4500 parsec, è stata poi ridotta a 3500 parsec (11400 anni luce), a seguito dell'identificazione di un ammasso di sorgenti infrarosse situato all'interno della nube, che testimonia per altro la presenza di fenomeni di formazione stellare in epoche astronomicamente recenti; l'ammasso è noto come [BDS 2003] 81.